# Melly Oitzl
Melly S. Oitzl (eigentlich Maria-Silvana Oitzl; * 1955 in Lind/Arnoldstein) ist eine österreichische Neurobiologin. Sie ist Hochschullehrerin in der medizinischen Pharmakologie an der Universität Leiden und Professor für kognitive Neurobiologie an der Universität von Amsterdam.
Oitzl ist vor allem interessiert in den Wechselwirkungen zwischen Stress, Kognition und Emotion. 1989 promovierte sie magna cum laude an der Heinrich-Heine-Universität in Düsseldorf. Ihre Dissertationsarbeit trug den Titel Das Neuropeptid Substanz P: Rolle in Mechanismen der Verstärkung. Oitzl ist Mitglied des Bereichsvorstands „Earth and Life Sciences“ der Niederländischen Organisation für Wissenschaftliche Forschung, wovon sie in 2008 einen „Aspasia“ Forschungspreis erhalten hat. Sie war Vorstandsmitglied und Schatzmeister der European Brain and Behaviour Society.
Nach dem Web of Science hat Oitzl über 130 Artikel veröffentlicht in „Peer-Reviewed“ wissenschaftlichen Fachzeitschriften, die insgesamt mehr als 5000-mal zitiert sind mit einem h-Index von 33.